# Metropolia Ciudad Bolívar
Metropolia Ciudad Bolívar – metropolia rzymskokatolicka w Wenezueli utworzona 21 czerwca 1958 roku.

## Diecezje wchodzące w skład metropolii
- Archidiecezja Ciudad Bolívar
  - Diecezja Ciudad Guayana
  - Diecezja Maturín

## Biskupi
- Metropolita: abp Ulises Antonio Gutiérrez Reyes (od 2011) (Ciudad Bolívar)
- Sufragan: bp Mariano José Parra Sandoval (od 2001) (Ciudad Guayana)
- Sufragan: bp Enrique Pérez Lavado (od 2003) (Maturín)

## Główne świątynie metropolii
- Katedra św. Tomasza w Ciudad Bolívar
- Katedra w Ciudad Guayana
- Katedra Matki Boskiej z Góry Karmel w Maturín